# Вальдмюлен
Вальдмюлен (нем. Waldmühlen) — община в Германии, в земле Рейнланд-Пфальц. 
Входит в состав района Вестервальд. Подчиняется управлению Реннерод.  Население составляет 364 человека (на 31 декабря 2010 года). Занимает площадь 3,10 км².